# Jeleń (Jaworzno)
Jeleń ist eine ehemalige Stadt, jetzt der südlichste Stadtteil von Jaworzno in der Woiwodschaft Schlesien in Polen.

## Geschichte
Der Ort wurde im Jahr 1303 als Gelen erstmals urkundlich erwähnt, als der Krakauer Bischof Johann Muskata die Gründung des Dorfs nach dem Muster des Rechts der Stadt Sławków auf 40 Hufen anordnete. Der Gründer und der erste Schulz war Paweł. Der Ortsname, früher auch Jeleni und Jelenie ist vom Wort jeleń (Hirsch) abgeleitet.
Der Ort gehörte der Pfarrei in Jaworzno und zu den bischöflichen Landgütern von Sławków. Administrativ gehörte das Dorf zum Kreis Proszowice bzw. Kraków der Woiwodschaft Krakau im Königreich Polen (ab 1569 Adelsrepublik Polen-Litauen). Im 15. Jahrhundert entwickelte sich der Ort an der Schwarzen Przemsa, der Grenze zu Schlesien, zu einem Marktort. In der zweiten Hälfte des 17. Jahrhunderts wurde eine gemauerte Kapelle erbaut.

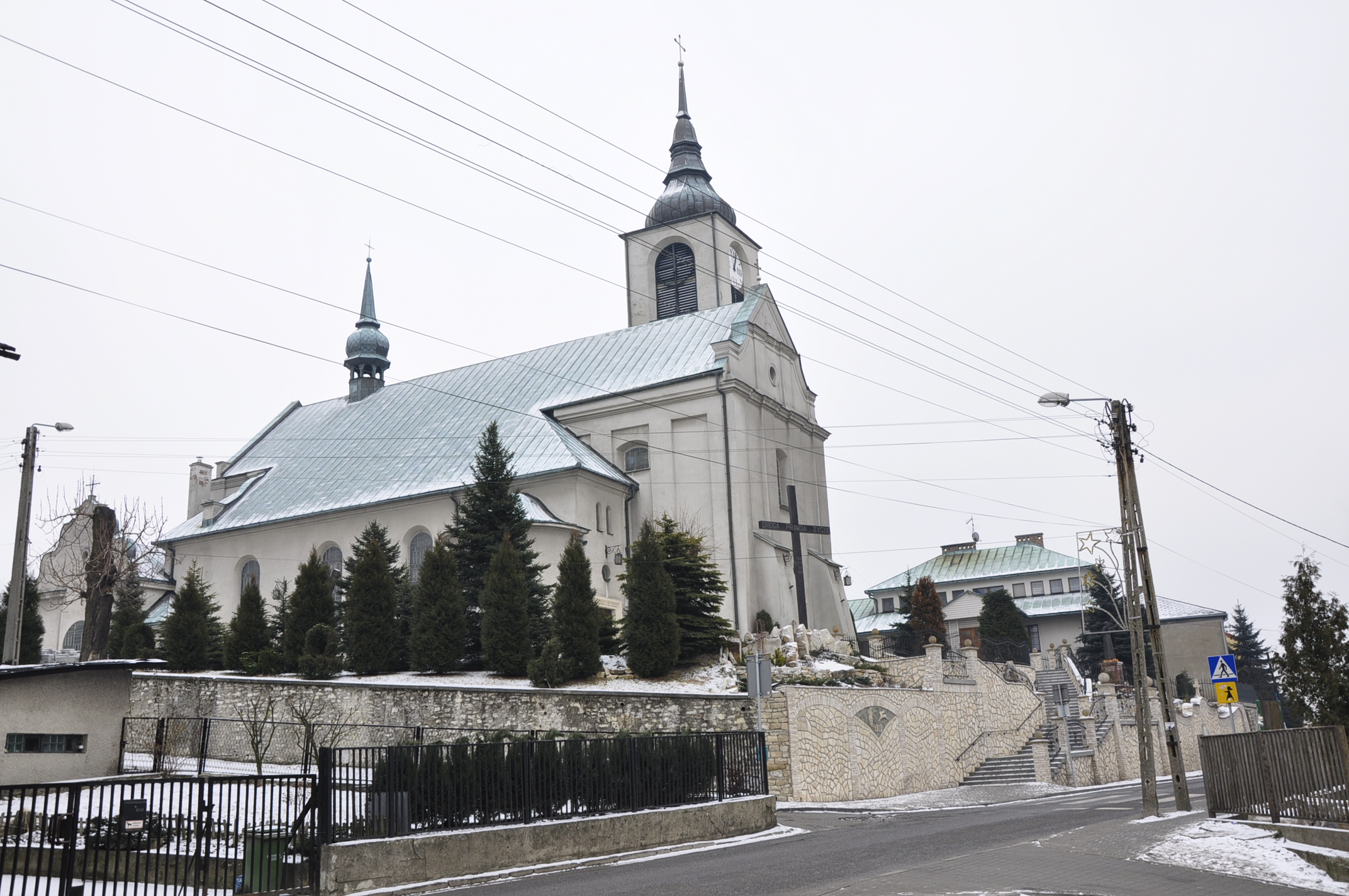
Heiligkreuz-Kirche (2011)

Bei der dritten Teilung Polens wurde es 1795 Teil des habsburgischen Kaiserreichs. In den Jahren 1815–1846 gehörte es zur Republik Krakau, 1846 wurde es als Teil des Großherzogtums Krakau wieder in die Länder des Kaisertums Österreich annektiert. Nach der Aufhebung der Patrimonialherrschaften bildete es eine Gemeinde im Gerichtsbezirk Jaworzno im Bezirk Chrzanów.
1900 hatte die Gemeinde Jeleń eine Fläche von 1309 Hektar, 272 Häuser mit 1891 Einwohnern, davon waren 1808 polnischsprachig, 77 deutschsprachig; 1805 waren römisch-katholisch, es gab 85 Juden. 1914 wurde die Pfarrei aus Jaworzno ausgegliedert.
In der Zwischenkriegszeit gehörte Jeleń zum Powiat Chrzanowski der Woiwodschaft Krakau. Nach der Volkszählung im Jahr 1921 war Jeleń ein Dorf, hatte 449 Häuser mit 2898 Einwohnern, die überwiegend römisch-katholische (2841) Polen (2894) waren.
Beim Überfall auf Polen 1939 wurde das Gebiet von den Deutschen besetzt und dem Landkreis Krenau im neuen „Ostoberschlesien“ zugeordnet. 1958 erhielt Jeleń mit dem bisher ehemaligen Dorf Dąb (im Süden) den Status der Siedlung städtischen Typs, 1973 folgte das Stadtrecht. Vier Jahre später wurde Jeleń an die Stadt Jaworzno angegliedert.

## Persönlichkeiten
- Andrzej Karweta (1958–2010), polnischer Vizeadmiral